# スーサイド・マシーンズ

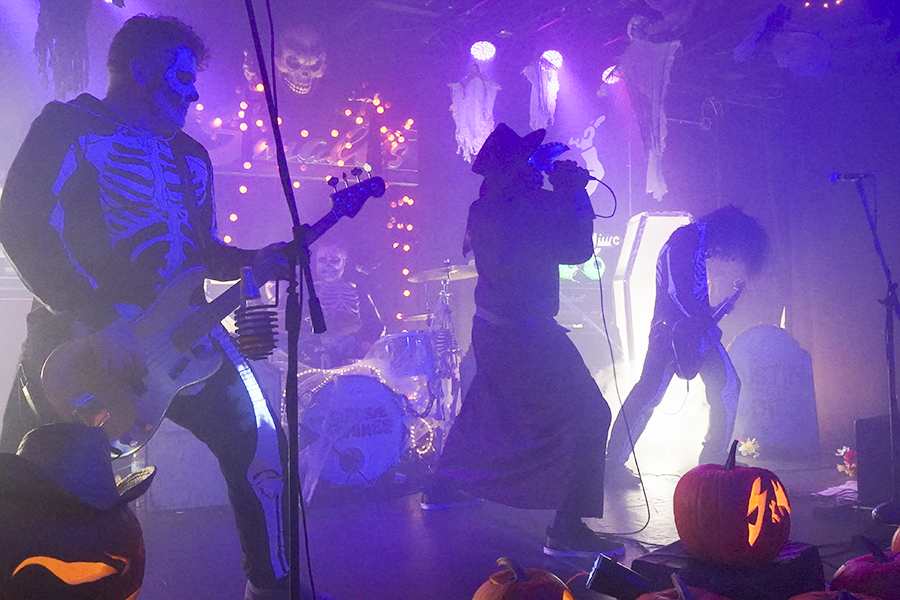

スーサイド・マシーンズ (The Suicide Machines) は、1991年にアメリカ合衆国ミシガン州デトロイトで結成されたパンク・ロック・バンド。2006年解散。2010年再結成。

## 略歴
- 1991年、ジェイソン・ナヴァロ (Vo) 、ダン・スーサイド・マシーン（後にダン・ルカシンスキーに改名） (G/Vo)が中心となり結成される。結成当初のバンド名は『アグリーズ (The Uglies) 』、しばらくして『ジャック・ケヴォーキアン・アンド・ザ・スーサイド・マシーンズ (Jack Kevorkian & The Suicide Machines) 』に改名した後、最終的に『スーサイド・マシーンズ (The Suicide Machines) 』に決まる。

- 1992年に、デレク・グラント (Dr) が加入、マイティ・マイティ・ボストーンズのオープニングアクトを務める。

- 1993年、ランシドのデトロイトでのライブでオープニングアクトを務める。

自身のレーベルよりデモ・カセット『THE ESSENTIAL KEVORKIAN CASSETE』をリリース。
- 1994年、ロイス・ナンリー (B)が加入、ランシドと再度競演、アメリカ西海岸ツアーを行う。

デモ・カセット『GREEN WORLD』をリリース。
- 1995年に、バック・オー・ナインとともにツアーを行う。

ルーディメンツとのスプリット・アルバム『SKANK FOR BRAINS』をリリース。
メジャー・レーベルハリウッド・レコードと契約。
- 1996年、1stアルバム『デストラクション・バイ・デフィニション - DESTRUCTION BY DEFINITION - 』をリリース、アメリカで20万枚の売り上げを上げる。

- 1997年、ノー・ダウト、ペニーワイズらとともにツアーを行う。

- 1998年、2ndアルバム『バトル・ヒムズ - BATTLE HYMNS - 』をリリース。

デレク・グラント (Dr)が脱退、エリン・ピットマンの加入を経て、ライアン・ヴァンデバーグが新ドラマーとして加入。
- 2000年、3rdアルバム『スーサイド・マシーンズ - THE SUICIDE MACHINES - 』をリリース。

- 2001年、4thアルバム『スティール・ディス・レコード - STEAL THIS RECORD - 』をリリース。

- - インディーズ・レーベルSIDE ONE DUMMYに移籍。
  - ロイス・ナンリーが脱退、新ベーシストとしてリッチが加入。

- 2003年、5thアルバム『ア・マッチ・アンド・サム・ガソリン - A MATCH AND SOME GASOLINE - 』をリリース。

- 2005年、『ウォー・プロフィティアリング・イズ・キリング・アス・オール - WAR PROFITEERING IS KILLING US ALL - 』をリリース。

- 2006年5月に解散。

## メンバー

### 最終的な顔ぶれ
- ジェイソン・ナヴァロ (Jason Navarro)  (Vo)  (1991 - 2006)
- ダン・ルカシンスキー (Dan Lukacinsky)  (G/Vo)  (1991 - 2006)
- ライアン・ヴァンデバーグ (Ryan Vandeberghe)  (Dr)  (1998 - 2006)
- リッチ (Rich Tschirhart)  (B)  (2002 - 2006)

### 元メンバー
- Stefan Rairigh (Dr)  (1991 - 1992)
- ビル・ジェニングス (Bill Jennings)  (Dr)  (1992)
- デレク・グラント (Derek Grant)  (Dr)  (1992 - 1998)
- エリン・ピットマン (Dr)  (1998)
- デイヴ・スミス (Dave Smith)  (B)  (1994)
- ロイス・ナンリー (Royce Nunley)  (B)  (1994 - 2002)

## ディスコグラフィ
- The Essential Kevorkian Cassete (1993)
- Green World (1994)
- Skank For Brains (1995)
- デストラクション・バイ・デフィニション - Destruction By Definition (1996)
- バトル・ヒムズ - Battle Hymns (1998)
- スーサイド・マシーンズ - The Suicide Machines (2000)
- スティール・ディス・レコード - Steal This Record (2001)
- ア・マッチ・アンド・サム・ガソリン - A Match and Some Gasoline (2003)
- ウォー・プロフィティアリング・イズ・キリング・アス・オール - War Profiteering Is Killing Us All (2005)